# Ендовище
Ендовище — давнє козацьке село на Північній Слобожанщині.
Адміністративно належить до Семилуцькому районі Воронізької області у складі Семилуцького сільського поселення. Розташоване в межиріччі Дону і Ведуги, прилягаючи до районного центру — міста Семилуки, за 13 км на північний захід від обласного центру — міста Вороніж (по інший бік від річки Дон).
Колишній центр Семилуцького (тоді ще Ендовищенського) району.
У «Списку населених місць Воронезької губернії» за 1859 село значиться як Яндовище (Ендовище) — село казенне Землянського повіту при річці Ведуга, на Воронізькому великому поштовому тракті, за 27 верст від повітового міста Землянська. У селі числилося 235 дворів і 2705 жителів обох статей — 1270 чоловічої і 1435 жіночої. За відомостями енциклопедичного словника Ф. А. Брокгауза та І. А. Ефрона, виданого в 1890–1907 рр., Ендовище було слободою у складі Землянського повіту Воронезької губернії. Один з найдавніших населених пунктів губернії, вперше згадується в документах XVI століття. Слобода була заселена т.зв. «черкаськими отаманами» з числа українців (зараз їх засимільовані нащадки місцевих українських селян для політкоректності звуть «хохлами», «місцевими», «тутешніми»). Жителі займалися хліборобством і городництвом, а також ламкою вапняку і кварцового пісковика. За даними енциклопедії слобода налічувала 410 дворів, у яких проживали 2619 осіб. У Ендовищі розташовувалися церква, церковно-парафіяльне та земське училища. Околиці слободи були відомі геологічними скам'янілостями і оголеннями.

## Населення
| 2010 |
| ---- |
| 1933 |